# Teruya Goto
Teruya Goto (18 de dezembro de 1991) é um jogador de rugby sevens japonês.

## Carreira
Teruya Goto integrou o elenco da Seleção Japonesa de Rugbi de Sevens, na Rio 2016, que foi 4º colocada.